# شریان کرونر راست
در خونرسانی قلب، شریان کرونری راست (RCA) سرخرگی است که از بالای کاسپ سمت راست دریچه آئورت، در سینوس آئورت راست در قلب منشأ می‌گیرد. از شیار کرونری راست به سمت مرکز قلب حرکت می‌کند. شاخه‌های زیادی از جمله شریان گره سینوسی دهلیزی، شریان حاشیه راست، شریان بین بطنی خلفی، شریان مخروط، و شاخه گره دهلیزی بطنی ایجاد می‌کند. این قسمت سمت راست قلب و قسمت‌هایی از سپتوم بین بطنی را تشکیل می‌دهد.

## ساختار
شریان کرونری راست از بالای سینوس آئورت راست و بالای دریچه آئورت منشأ می‌گیرد. از امتداد شیار کرونری راست (شیار دهلیزی راست) به سمت قشر قلب عبور می‌کند.

### بخش‌ها
- پروگزیمال: از مبدأ این شریان شروع می‌شود، نیمی از فاصله تا حاشیه حاد را در بر می‌گیرد[۶][۷]
- وسط: از بخش پروگزیمال تا حاشیه حاد[۶]
- دیستال: از بخش میانی تا نقطه مبدأ شریان بین بطنی خلفی، جایی که شیار بین بطنی خلفی با شیار دهلیزی بطنی در پایه قلب تلاقی می‌کند.[۶]

### تنوع
تقریباً در ۸۰ درصد بیماران (راست غالب)، این شریان، شریان نزولی خلفی (PDA) را ایجاد می‌کند. در ۲۰ درصد دیگر موارد (غالب چپ یا هم غالب)، شریان نزولی خلفی از شریان سیرکومفلکس چپ نشات می‌گیرد یا از شریان کرونری راست و سیرکومفلکس چپ تأمین می‌شود. شریان نزولی خلفی دیواره تحتانی، سپتوم بطنی و عضله پاپیلاری خلفی داخلی را تأمین می‌کند.
شریان کرونر راست همچنین شریان گره ای SA را در ۶۰ درصد افراد تأمین می‌کند و در ۴۰ درصد دیگر، شریان گره ای SA توسط شریان سیرکومفلکس چپ تأمین می‌شود.
اگرچه نادر است، چندین مسیر غیرعادی از شریان کرونر راست توصیف شده است که منشأ آن از سینوس آئورت چپ است.

### توزیع
شریان کرونری راست خون اکسیژن دار را به دهلیز راست، بطن راست و یک سوم خلفی و انتهای تحتانی سپتوم بین بطنی می‌رساند. همچنین ممکن است ۲۵ تا ۳۵ درصد بطن چپ (LV) را نیز تأمین کند.
همپوشانی قابل توجهی در عرضه عروق کرونر وجود دارد. شریان کرونری راست در ۵۰ درصد مواقع غالب، در ۲۰ درصد برابر و در ۳۰ درصد مواقع کوچکتر از شریان کرونر چپ است.

## نگارخانه

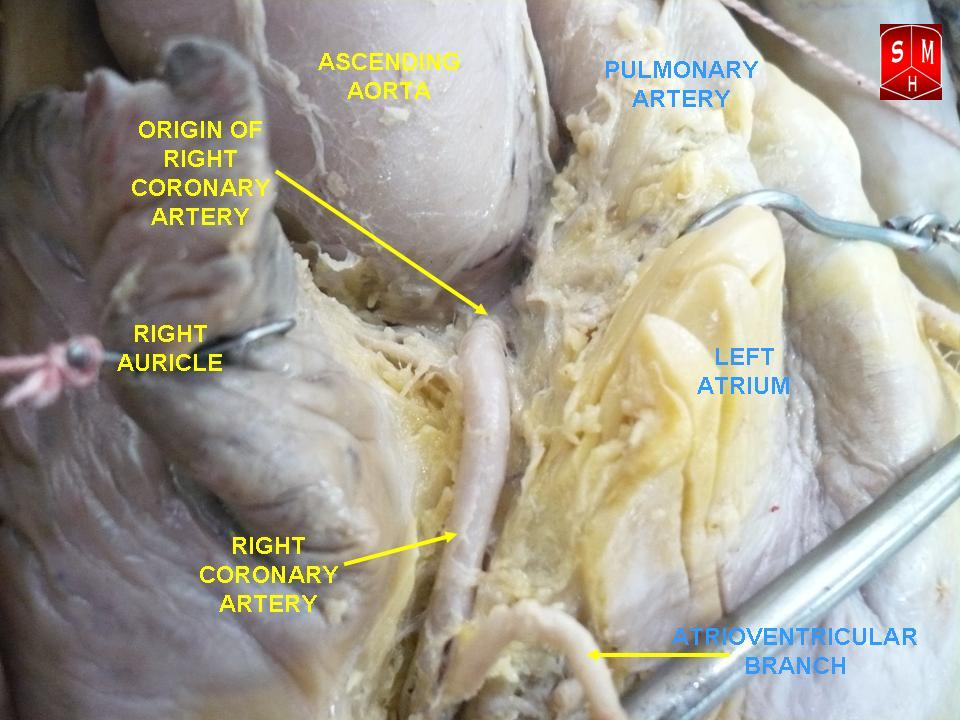
شریان کرونری راست
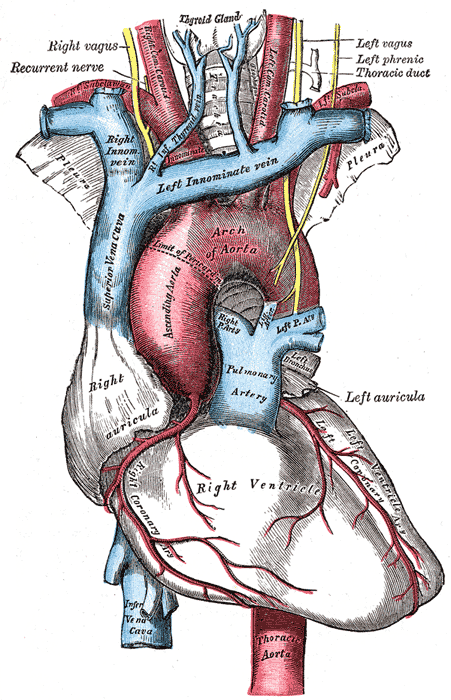
قوس آئورت و شاخه‌های آن.
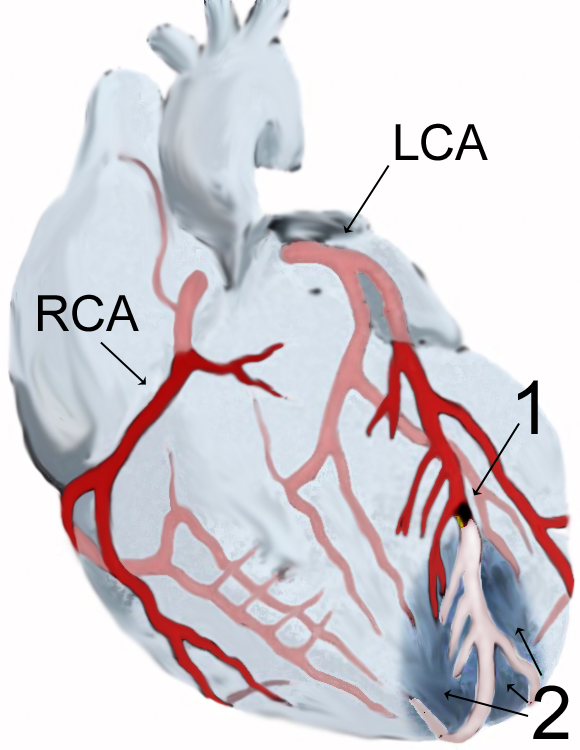
نمودار انفارکتوس میوکارد.
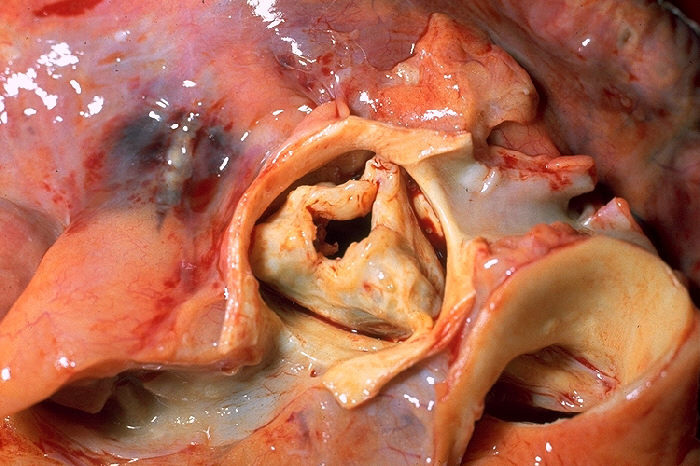
آئورت و عروق کرونر در کالبد شکافی . قسمت پروگزیمال RCA و استیوم آن در پایین سمت چپ دیده می‌شود.
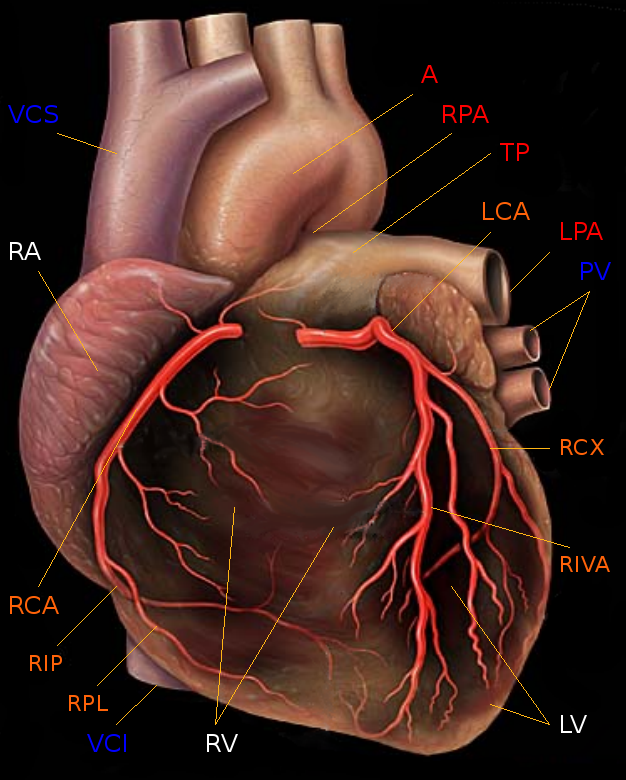
قلب انسان با عروق کرونر
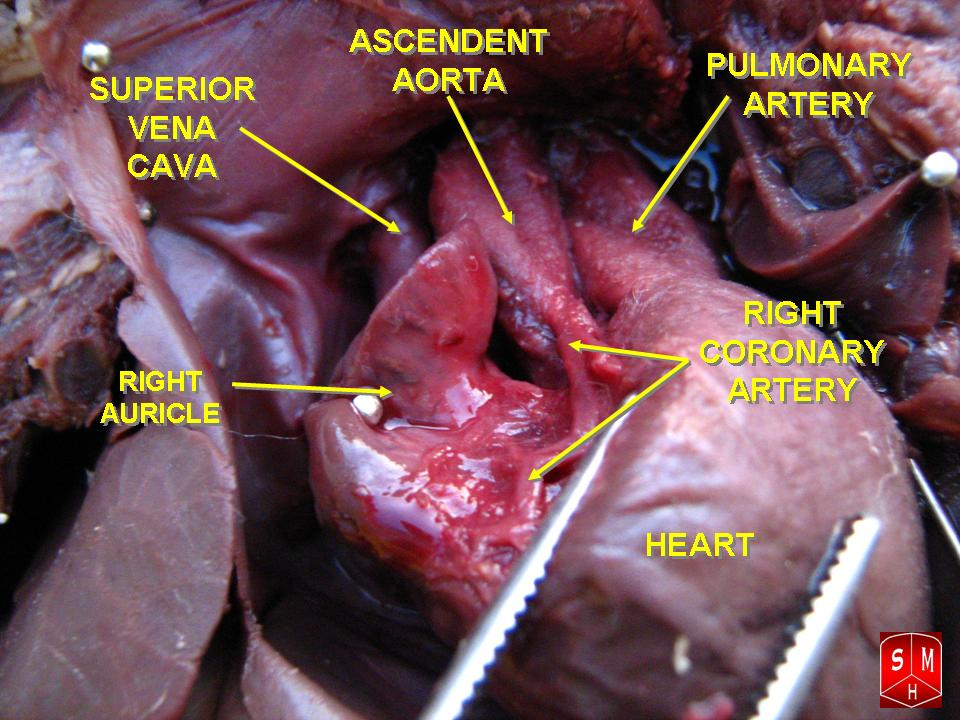
قلب جنین - شریان کرونری راست